# Station Hamburg Jungfernstieg
Station Hamburg Jungfernstieg (Haltepunkt Hamburg Jungfernstieg, kort Jungfernstieg) is een spoorwegstation en een metrostation in het stadsdeel Neustadt van de Duitse plaats Hamburg, in de gelijknamige stadstaat. Station Jungfernstieg is een belangrijk knooppunt van het openbaar vervoersnetwerk in Hamburg, S-Bahn en metro. Het heeft drie met elkaar verbonden stations onder de gelijknamige straat en deels onder de rivier de Alster. Het eerste station werd met de "KellJung"-Linie, tegenwoordig deel van lijn U1, op 25 maart 1931 geopend. Tot 1958 bestond tussen dit station en het station van de Ringlijn (vandaag U3) geen verbinding.

## Indeling

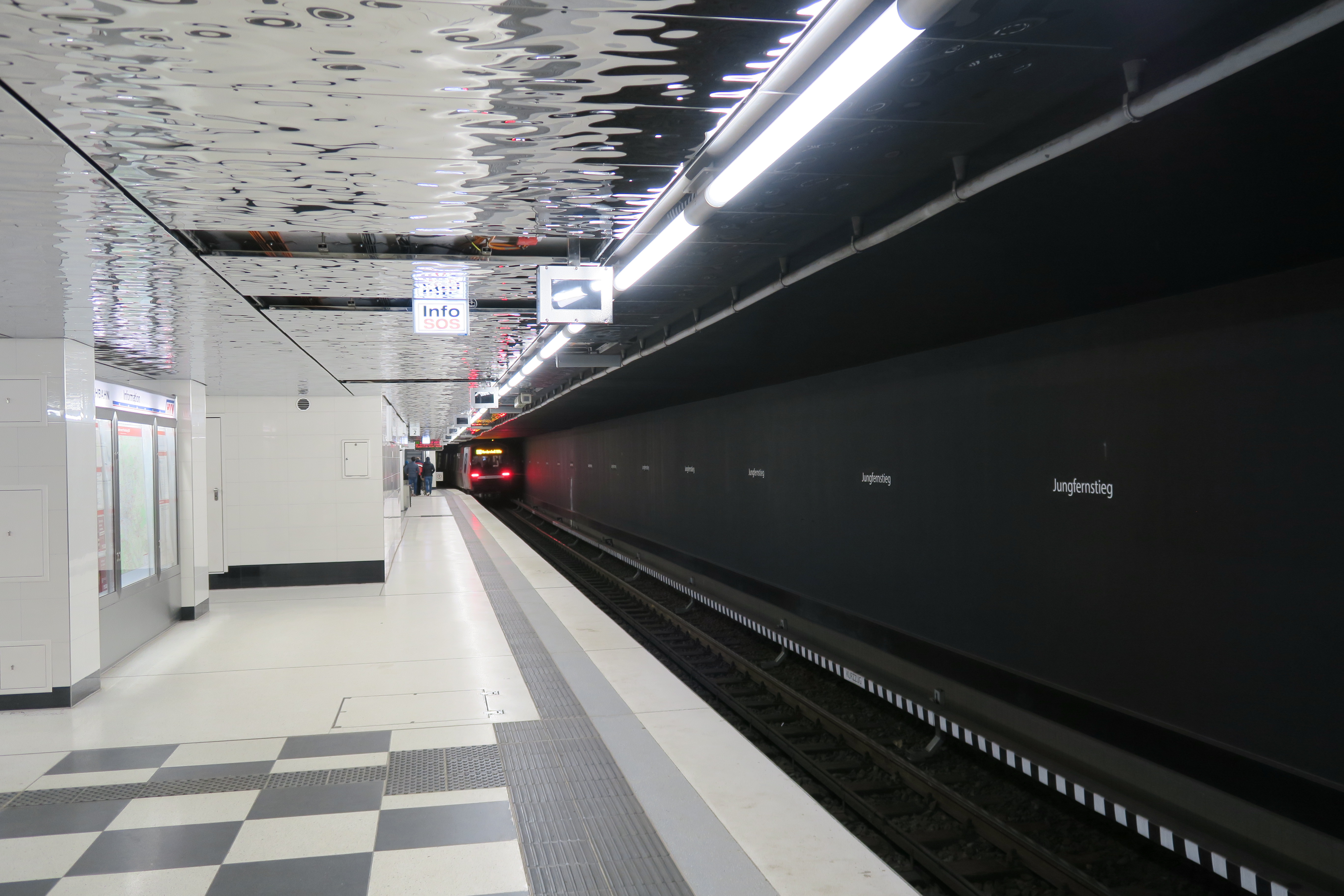
Perron van het station voor de lijn U1 (2021)
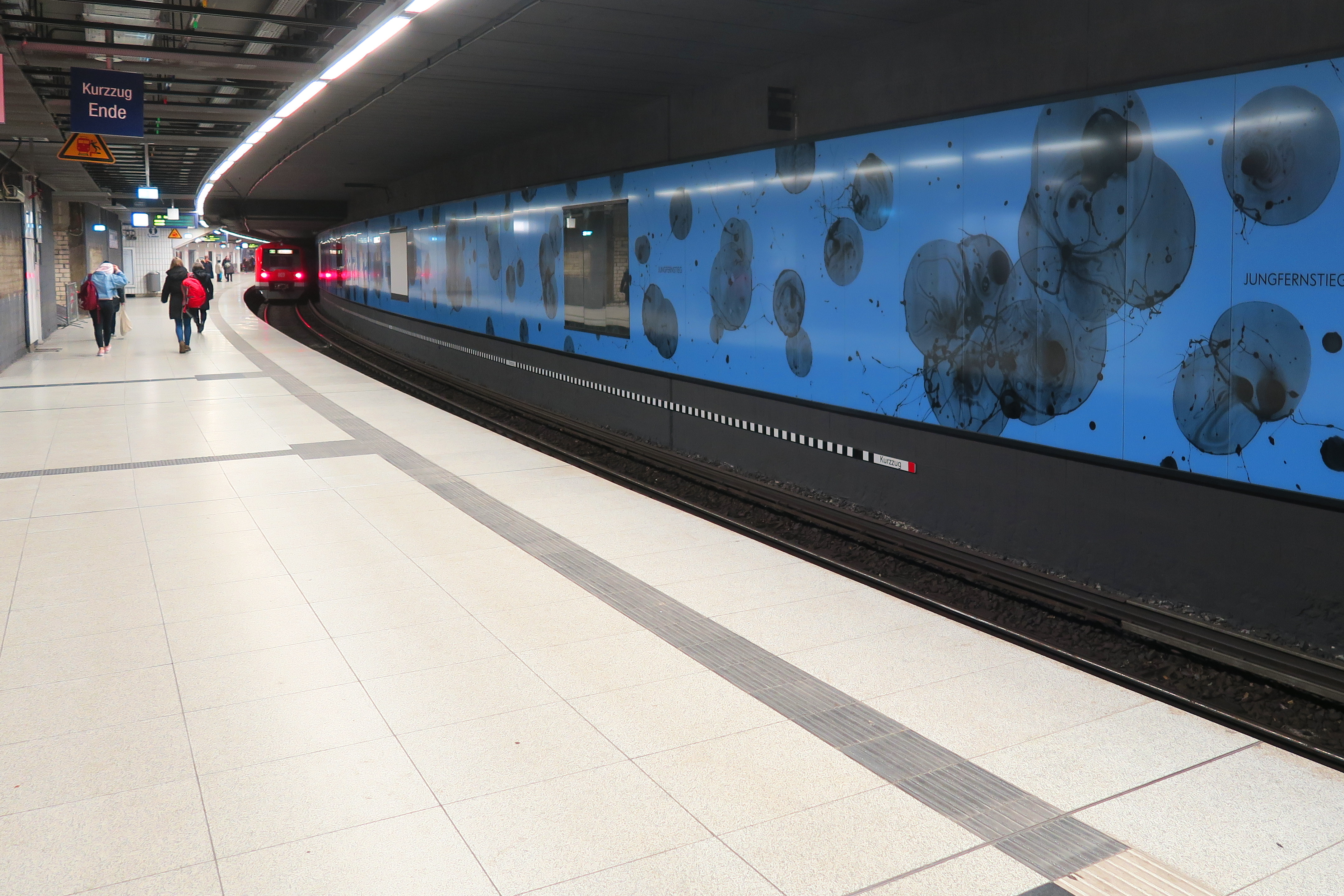
Station van de S-Bahn (2018)
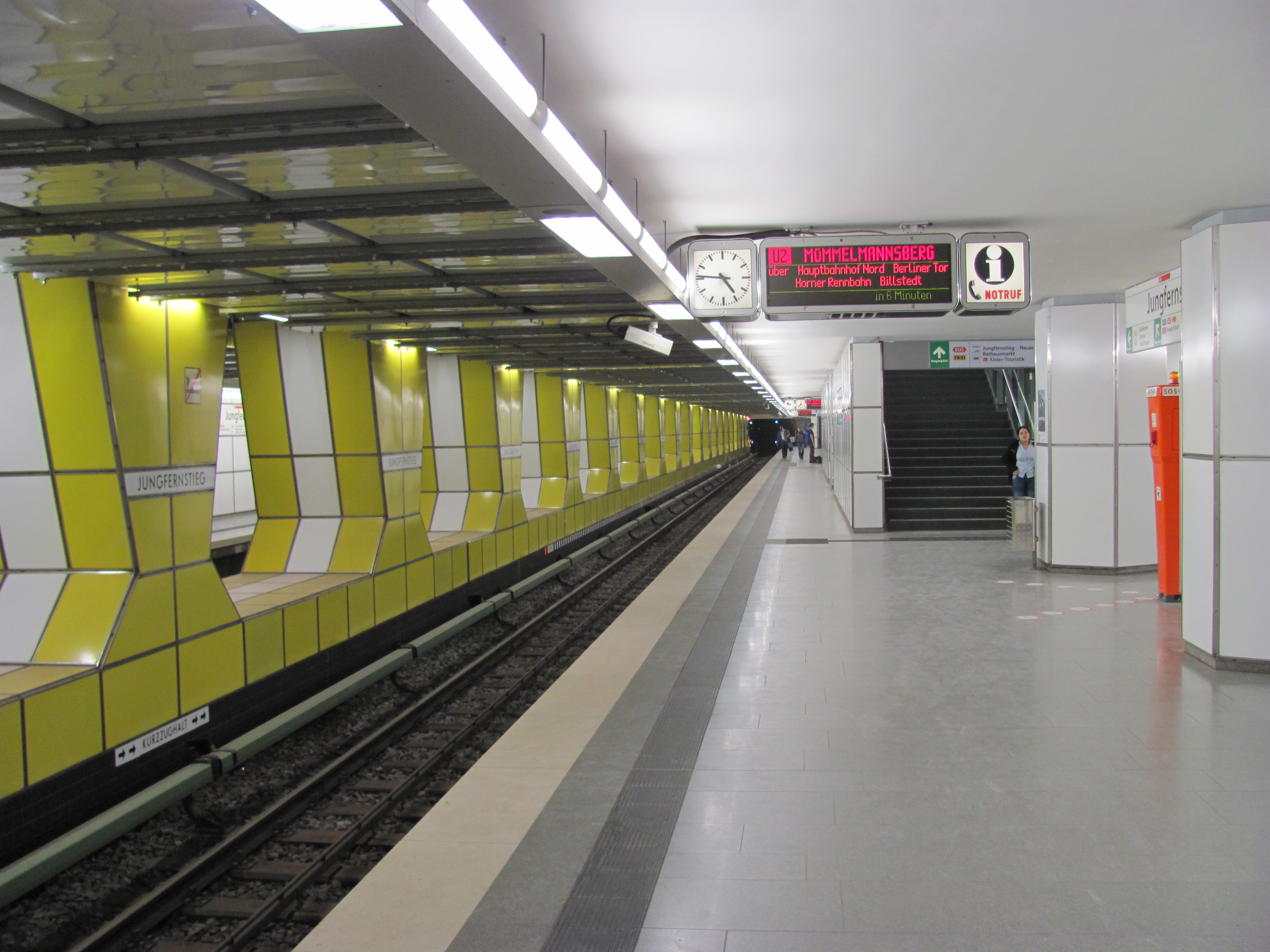
Binnenspoor van het station voor de lijnen U2/U4 (2011)

Het gezamenlijke ondergrondse stationscomplex omvat drie stations:
- Lijn U1 op niveau -2 met twee perronsporen;
- S-Bahn op niveau -3 met twee perronsporen;
- Lijnen U2 en U4 op niveau -4 met vier perronsporen.

Vanaf 1958 zijn de stations met elkaar verbonden en tevens met het metrostation Rathaus waardoor er een groot overstapstation is ontstaan.
Op straatniveau rijden de bussen van de Hamburger Verkehrsverbundes (HVV), op niveau -1 bevindt zich de centrale aanlegsteiger van de Alsterschepen met directe overstapmogelijkheden naar bus en trein. Op het tussenniveau -1 zijn er vier toegangshallen, met verbindingen tussen de tunnels en het straatniveau. Hier bevinden zich kaartautomaten en diverse winkels, bereikbaar onder andere via de Jungfernstieg, Bergstraße, Ballindamm, Alstertor en de noordzijde van de Rathausmarkt. De verbindingstunnel met vitrines tussen de U3-halte Rathaus en het zuidelijke einde van de U1-halte - "Passage der Städtepartnerschaften" genaamd - loopt grotendeels onder de Bergstraße.
Het perron van de lijn U1 ligt op niveau -2 en ligt direct onder de Jungfernstieg evenals de Reesendammbrücke en kruist de Kleine Alster. De volgende metrohaltes zijn: ten noorden de Stephansplatz (800 meter) en ten zuidoosten halte Meßberg (700 meter).
Op niveau -3 ligt de op 1 juni 1975 geopende S-Bahnhalte, volgens het open ontwerp van het station dat op de gehele City-S-Bahn terug te vinden is. Het zuidwestelijk perrondeel heeft toegang via een tussenverdieping met een hal aan de Rathausmarkt en ligt onder de Kleine Alster, het noordoostelijke deel onder de Binnenalster. Een vaste trap in het midden verbindt direct met het daaronder gelegen perron van de U1, bij het noordoostelijke deel toegang naar de U2/U4-perrons en de hal aan de Alstertor. Ten zuidoosten ligt op 700 meter het station Stadthausbrücke en ten noordwesten op 1400 meter na een boog het Hauptbahnhof.
Het station voor de U2 en de U4 ligt op 16 meter diepte onder de Binnenalster op niveau -4. De beide eilandperrons liggen precies onder de aanlegsteigers van de Alsterschepen en onder de Alstertor en de Ballindamm. De beide binnenste sporen werden vanaf 1973 door de U2 gebruikt, de buitenste sporen lagen er ongebruikt bij (vergelijkbaar bij het Hauptbahnhof). Op 29 november 2012 werden de buitenste sporen in gebruik genomen door de U4. Het Hauptbahnhof ligt ten oosten op 800 meter van het station, in de tegenrichting ligt op 600 meter het station Gästemarkt (Oper).

## Verbindingen
De volgende S-Bahnlijnen doen het station aan:
| Serie | Treinsoort        | Route | Bijzonderheden |
| ----- | ----------------- | --- | -------------- |
|       | S-Bahn (DB Regio) | Hamburg Airport – /Poppenbüttel – Ohlsdorf – Barmbek – Berliner Tor – Hauptbahnhof – Jungfernstieg – Altona – Blankenese – Wedel |                |
|       | S-Bahn (DB Regio) | Pinneberg – Elbgaustraße – Eidelstedt – Altona – Jungfernstieg – Hauptbahnhof – Harburg – Harburg Rathaus – Neugraben            |                |

De volgende U-Bahnlijnen doen het station aan:
| Lijn | Route |
| ---- | --- |
|      | Ohlstedt/Großhansdorf – Volksdorf – Wandsbek-Gartenstadt – Wandsbek Markt – Wandsbeker Chaussee – Lübecker Straße – Berliner Tor – Hauptbahnhof Süd – Jungfernstieg – Kellinghusenstraße – Ohlsdorf – Fuhlsbüttel Nord – Norderstedt Mitte |
|      | Niendorf Nord – Niendorf Markt – Hagenbecks Tierpark – Schlump – Jungfernstieg – Hauptbahnhof Nord – Berliner Tor – Billstedt – Mümmelmannsberg                                                                                            |
|      | Elbbrücken – HafenCity Universität – Jungfernstieg – Hauptbahnhof Nord – Berliner Tor – Billstedt |